# 24157 Toshiyanagisawa
24157 Toshiyanagisawa este un asteroid din centura principală de asteroizi.

## Descriere
24157 Toshiyanagisawa este un asteroid din centura principală de asteroizi. A fost descoperit pe 1 noiembrie 1999 la Stația Anderson Mesa în cadrul programului LONEOS. Asteroidul prezintă o orbită caracterizată de o semiaxă mare de 2,34 ua, o excentricitate de 0,04 și o înclinație de 4,0° în raport cu ecliptica.